# أبوسوم آيهرنغ ثلاثي الخطوط
أبوسوم آيهرنغ ثلاثي الخطوط (الاسم العلمي:Monodelphis iheringi)، هو نوع من الأبوسوم يتواجد في الأرجنتين والبرازيل.